# Miguel Lillo
Miguel Lillo (San Miguel de Tucumán, 27 luglio 1862 – San Miguel de Tucumán, 4 maggio 1931) è stato un naturalista argentino.

## Opere
- "Notas ornitológicas"
- "Sobre la determinación de la glucosa en los vinos y en los productos de la Industria Azucarera" (con F. Schickendatz)
- "Flora de la provincia de Tucumán" Boletín Oficina Química Municipal de Tucumán, Tucumán (1888)
- "Sobre la existencia de una especie de Heliocarpus en la Argentina (Tucumán)" El Interior de Córdoba (1888)
- "Flores de Tucumán, herbario de M. Lillo" Esposizione Universale Internazionale di Parigi (1889). *"Enumeración y descripción de la especie de animales indígenas con las costumbres y daños o beneficios que ocasionan las más características" Bol. Ofic. Quím. Munic. Tuc., Tucumán (1889). *"Observaciones meteorológicas practicadas en Tucumán durante los meses de mayo, junio, julio y agosto de 1889"
- "El cultivo del ramio en Santa Rosa (Provincia de Tucumán)"
- "Enumeración sistemática de las aves de la Provincia de Tucumán" Anales del Museo Nacional de Buenos Aires, (3) VIII (1902)
- "Fauna Tucumana – aves" Revista Letras y Ciencias Sociales, Tucumán (1905)
- "Contribución al conocimiento de los árboles de la República Argentina" (1910)
- "Descripción de plantas nuevas pertenecientes a la Flora Argentina (Ilex, Prunus, Bleppharocalyx)" Anales de la Sociedad Argentina, LXXII (1911)
- "Description de deux nouvelles especes d'oiseaux de la République Argentina" Anales del Museo Nacional de Buenos Aires, t. XXIV (1913) (con Roberto Dabbene)
- "Flora de la provincia de Tucumán. Gramíneas" Tucumán (1916)
- "Segunda contribución al conocimiento de los árboles de la Argentina" Universidad de Tucumán (1917)
- "Observaciones Pluviométricas en la ciudad de Tucumán 1883-1916" Universidad de Tucumán (1917)
- "Tajetes anisata y T. pseudomicrantha, en Zelada F., Estudio del Tagetes anisata Lillo n.sp. productora de aceite esencial" Universidad de Tucumán (1918)
- "Reseña fitogeográfica de la Provincia de Tucumán" Primera Reunión Nacional, Sociedad Argentina Científica Natural (1919)
- "Las Asclepiadáceas Argentinas" Physis, IV, Buenos Aires (1919)
- "Las Asclepiadáceas de la República Argentina" Revista Estudios Universitarios, Tucumán (1920)
- "Un cambio curioso de sexualidad" Darwiniana 1 (1924)
- "Cuarenta años de observaciones Pluviométricas y termométricas en la ciudad de Tucumán, 1883-1923" Universidad de Tucumán (1924)
- "Estudio preliminar de una colección de plantas provenientes de Tartagal (departamento de Orán, Salta)" Univ. Nac. de Tucumán, Museo de Cs. Naturales, Buenos Aires (1925)
- "Observaciones pluviométricas en la ciudad de Tucumán (1883-1896)" Univ. Nac. de Tucumán, Dto. de Investigaciones, Buenos Aires (1925).